# Thetford Castle

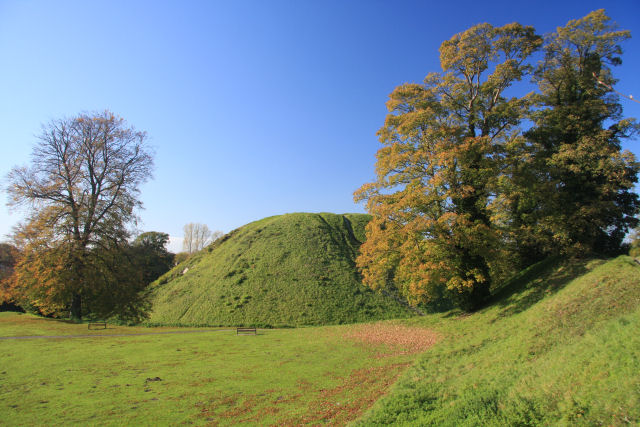
Thetford Castle

Thetford Castle ist eine abgegangene mittelalterliche Motte im Markt Thetford im Gebiet Breckland in der englischen Grafschaft Norfolk. Die erste Burg in Thetford, ein vermutlich aus dem 11. Jahrhundert stammendes, normannisches Ringwerk namens Red Castle, wurde im 12. Jahrhundert durch eine viel größere Motte auf der anderen Seite der Siedlung ersetzt. Diese neue Burg wurde 1173 von den Truppen Heinrichs II. weitgehend zerstört, wenn auch die riesige Kernburg, der zweitgrößte künstliche Erdwall in England, intakt blieb. Diese Motte, die als Scheduled Monument anerkannt ist, bildet heute einen Teil eines örtlichen Parks und wird Castle Hill, Castle Mound oder Military Parade genannt.

## Geschichte

### 11. Jahrhundert
Im 11. Jahrhundert waren die größten Städte Englands im Osten und Südosten des Landes konzentriert, vorwiegend in East Anglia. Thetford war damals eine bedeutende Siedlung und die zweitgrößte Stadt in East Anglia. Der Name „Thetford“ kommt von „Thaetford“ oder „The Ford“ (dt.: „Furt“). Dieser Flussübergang war eine Schlüsselstelle auf dem alten Icknield Way. Thetford war auch ein wichtiger internationaler Handelsplatz und Zentrum der Töpferei. In der Eisenzeit wurde dort ein Fort aus Erde und Holz errichtet, verfiel aber wieder, und in der späten sächsischen Zeit war die Stadt durch eine Burgh oder eine mit Graben versehene Einfriedung um die Siedlung geschützt.
Die erste Burg in Thetford war Red Castle, das vermutlich kurz nach der normannischen Eroberung Englands William de Warenne, der Earl of Surrey, errichten ließ. Die Burg wurde als Ringwerk erstellt und lag am sächsischen Verteidigungsgraben. Beim Bau wurde die Kirche von der Innenstadt abgetrennt und der Friedhof teilweise überbaut.

### 12. Jahrhundert

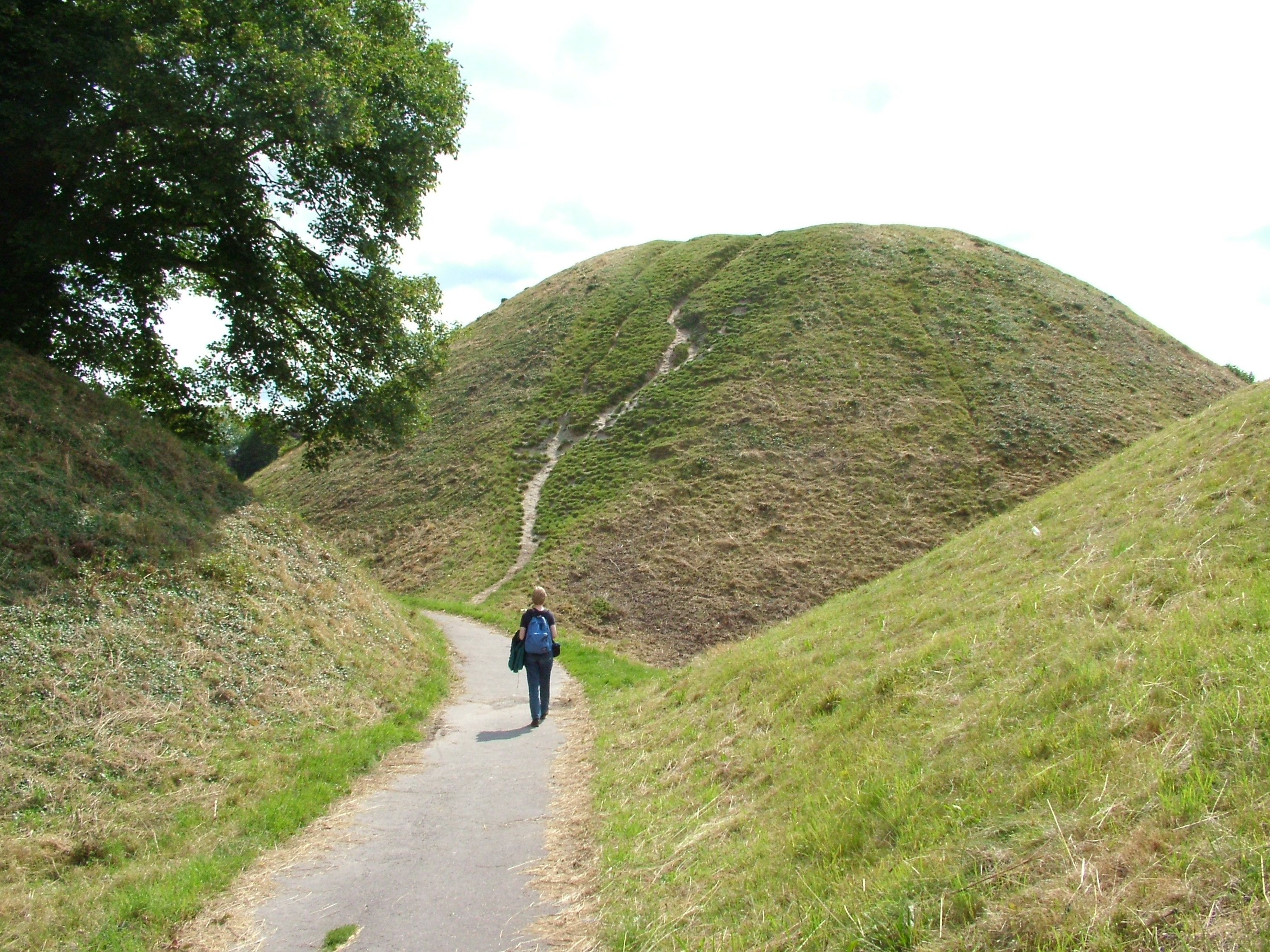
Die Motte; die Erdwerke im Vordergrund sind aus dem Mittelalter (links), bzw. aus der Eisenzeit (rechts).

Um 1100 kontrollierte der normannische Baron Roger Bigod die Stadt Thetford. Roger Bigod entschied sich, eine neue Motte bauen zu lassen, und zwar an einer Stelle, von der aus man sowohl die Stadt als auch den Icknield Way über den Thet und die Little Ouse überwachen konnte.
Im Herzen der Burg befand sich eine riesige Motte, ein künstlicher Erdhügel, um den ein Burggraben gezogen war und der im Norden von zwei Wehrmauern geschützt war, die vermutlich Teil der alten Befestigung aus der Eisenzeit waren. Mit seiner Höhe von 19,6 Metern (22 Meter vom Grund des Burggrabens aus) und einem Fußdurchmesser von 100 Metern ist dies der zweitgrößte künstliche Hügel in England. Teil der Burg war vermutlich ein großer, hölzerner Donjon auf der Motte und eine rechteckige Vorburgbefestigung, etwa 105 Meter × 95 Meter groß, die sich von der Motte weg erstreckte und die frühere Festung aus der Eisenzeit an einer Seite mit nutzte. Die neue Burg zeichnete sich darüber ab und dominierte die frühere sächsische Stadt.
Die Erdwerke der Burg wurden aus vor Ort zu findender Kreide errichtet, die Burggräben lieferten dafür genügend Material. Die örtliche Überlieferung weist darauf hin, dass ein Großteil der Erde stattdessen aus den nahegelegenen Gallows Pits in der Stadt ausgegraben wurde. Die Burg wurde von Hand gebaut, wobei die Arbeiter mit hölzernen Schaufeln gruben, möglicherweise auch ohne Pickel. Man nimmt an, dass der Bau der Motte etwa 24.000 Manntage beanspruchte.
Die Familie Bigod baute ihren Einfluss auf die Region aus, wobei sie ihre starken Burgen in Thetford, Framlingham, Bungay und Walton nutzte. Roger Bigods Sohn, Hugh Bigod, spielte eine entscheidende Rolle im Bürgerkrieg Die Anarchie, in dem er von seinen Burgen in East Anglia aus gegen König Stephan rebellierte. Höchstwahrscheinlich wurde damals eine Steinmauer um die Vorburg gebaut, und jüngste Untersuchungen legen nahe, dass auch ein steinerner Donjon in der Burg errichtet wurde. Am Ende des Bürgerkriegs aber kam Heinrich II. auf den Thron Englands und festigte die königliche Macht in dieser Region wieder. Im Jahre 1157 konfiszierte Heinrich II. die Burgen der Bigods. Er gab schließlich Framlingham Castle und Bungay Castle an die Familie zurück, behielt aber Thetford Castle für seine eigenen Zwecke. Hugh Bigod schloss sich dann der Revolte von Heinrichs Söhnen an und eroberte Thetford Castle zurück, aber im Laufe des Jahres 1173 nahmen die Truppen Heinrichs die Burg erneut ein und zerstörten die Befestigungen. Der Erdhügel aber erwies sich als effektiv unzerstörbar.

### 13. bis 20. Jahrhundert

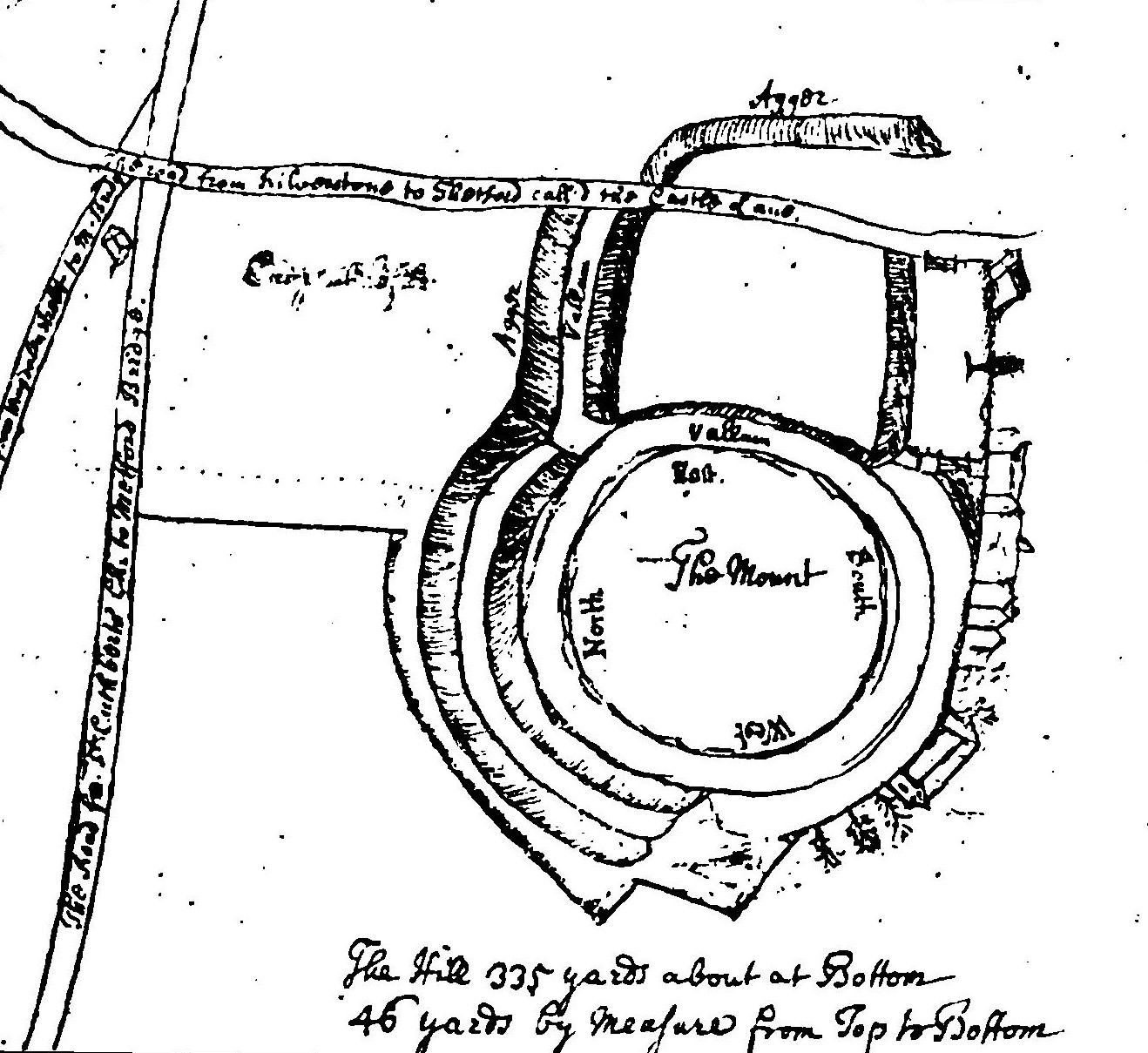
Grundriss von Thetford Castle aus dem Jahr 1740 mit dem 1772 zerstörten Ostwall

Nach dem 12. Jahrhundert verfiel Thetford Castle und wurde bald aufgegeben. Allerdings soll der Burghof noch 1558 in Gebrauch gewesen und mit einer neuen Steinmauer umgeben worden sein. 1772 wurde der Ostwall der Vorburg zerstört. 1823 wurde eine Gruppe von Ulmen nahe der Spitze des Erdhügels angepflanzt.
Interesse an den Ursprüngen der Burg keimte wieder auf; sie waren eine Zeitlang vergessen. Ein örtliches, mittelalterliches Gerücht sagte aus, dass der Erdhügel vom Teufel geschaffen worden sei, nachdem er die Erdwerke in Narborough und Newmarket vollendet hätte, aber in viktorianischer Zeit schlossen Akademiker, dass der Hügel entweder keltischen oder normannischen Ursprungs sein müsste, wobei die Studenten der spätviktorianischen Periode richtigerweise annahmen, dass die normannische Variante die wahrscheinlichere sei. Andere Sagen gaben an, der Erdhügel bedecke einen Palast voller Schätze oder sechs Glocken von der Priorei Thetford. Archäologische Untersuchungen am Red Castle von G. Knocker in den Jahren 1957–1958 sowie solche in den frühen 1960er-Jahren von R. R. Clarke und Barbara Green legten Konstruktion und Daten des Burggeländes offen.

### 21. Jahrhundert
Heute gehört die Motte den örtlichen Behörden und bildet einen Teil des Burgparks. Die Vorburg heißt heute „Military Parade“. Das gesamte Gelände gilt als Scheduled Monument.